# Pierre de Ségur
Pour les articles homonymes, voir Ségur (homonymie).
Pour les autres membres de la famille, voir Famille de Ségur.
Pierre-Marie-Maurice-Henri, marquis de Ségur, né le 13 février 1853 à Paris et mort le 13 août 1916 à Poissy, est un écrivain et historien français.

## Biographie
Pierre de Ségur est le fils aîné d'Anatole, marquis de Ségur, et de Cécile Cuvelier,  et le petit-fils de la comtesse de Ségur, née Rostopchine.
Élève au collège Stanislas, il entre au Conseil d'État en tant qu'auditeur en 1876. Il en est membre jusqu'en 1899.
Pierre de Ségur se consacre à des travaux historiques et littéraires.
Il est élu membre de l'Académie française le 14 février 1907, au fauteuil d'Edmond Rousse, par 21 voix contre 8 à Jean Aicard. Il est reçu par Albert Vandal le 16 janvier 1908.
Il avait épousé (en 1877) Thérèse Hély d'Oissel, fille de Jean-Léonce Hély d'Oissel.

## Publications

### Livres
- Le Maréchal de Ségur (1724-1801), ministre de la guerre sous Louis XVI, 1895 (Prix Guizot)
- La Dernière des Condé : Louise-Adélaïde de Condé ; Marie-Catherine de Brignole, princesse de Monaco, 1899
- La Jeunesse du maréchal de Luxembourg, 1628-1668, 1900 (éd. Calmann-Lévy)
- Le Maréchal de Luxembourg et le prince d'Orange, 1668-1678, 1902
- Gens d'autrefois, 1903
- Le Tapissier de Notre-Dame : les dernières années du maréchal de Luxembourg, 1678-1695, 1903 (grand prix Gobert)
- Julie de Lespinasse, 1905 (éd. Calmann-Lévy)
- Le Royaume de la rue Saint-Honoré. Madame Geoffrin et sa fille, Calmann Lévy, Paris, 1897 (Prix Montyon)
- Marquis de Ségur. Esquisses et récits : Madame du Deffand et sa famille ; l'Éducation féminine au XVIIIe siècle ; le Cte L.-Ph. de Ségur ; M. Edmond Rousse, 1908
- Au couchant de la monarchie: Louis XVI et Turgot, 1774-1776, 1910
- Silhouettes historiques, 1911
- Parmi les cyprès et les lauriers, 1912
- Vieux dossiers, petits papiers, 1913
- Au couchant de la monarchie : Louis XVI et Necker, 1776-1781, 1914
- Marie-Antoinette, 1920 (éd. Calmann-Lévy)

### Articles
- Le Procès de sorcellerie du maréchal de Luxembourg (1680), Revue des Deux Mondes, 5e période, tome 15, 1903 (p. 349-389 et 601-636).

## Distinctions et hommages
- Chevalier de la Légion d'honneur
- Le roman Pauvre Blaise lui a été dédié par sa grand-mère la comtesse de Ségur, lors de sa publication en 1862.